# Георги Ковачев (революционер)
Вижте пояснителната страница за други личности с името Георги Ковачев.
Георги Марков Ковачев с псевдоним Дърваров е български революционер, разложки войвода на Вътрешната македонска революционна организация.

## Биография
Роден е на 22 септември 1896 година в разложкото село Банско. Баща му Марко Ковачев е сред ръководителите на революционния комитет в Банско. Учи в Солун и Кюстендил, а след това медицина във Виена. Георги Ковачев се присъединява към ВМРО и става разложки околийски войвода. Близък е до Алеко Василев. През Септемврийското въстание от 1923 година спасява от екзекуция трима комунисти и ги взима в четата си като заложници. Заедно с Александър Буйнов Ковачев е един от посредниците между водачите на въстаналите комунисти в Разложко и войводата Алеко Василев. Владимир Поптомов пише за Ковачев и Буйнов:
| „ | Те бяха прогресивни хора, с които нашият околийски комитет в Разложко и нашите комунистически организации още от по-рано поддържаха приятелски връзки. | “ |

В средата на 1924 година участва като делегат от Разложка околия на Серския околийски конгрес и е избран за редовен делегат на предстоящия общи конгрес на ВМРО. След началото на Горноджумайските събития вдига милицията в района си, за да противодейства на случващото се. Милицията отстъпва, когато срещу нея се изправя редовна българска армия, а Георги Ковачев и Александър Буйнов са принудени да бягат. В Банско се укриват при Йонко Вапцаров, но той ги предава и веднага са арестувани от офицери от българската армия, след което са предадени на ВМРО и екзекутирани в местността Лушин, Банско землище.
Брат му Никола Ковачев емигрира в Америка и е сред главните дейци на Македоно-американския народен съюз, Южнославянския комитет в Америка и Американо-славянския съюз, а също е отговорен редактор на „Народна воля”.